# بادام تفتانی
بادام تفتانی، بادام بلوچستانی (نام علمی: Amygdalus brahuica) نام مترادف (نام علمی: Prunus brahuica) گونه‌ای از سرده بادام است.